# Колучи (Козенца)
Колучи је насеље у Италији у округу Козенца, региону Калабрија.
Према процени из 2011. у насељу је живело 197 становника. Насеље се налази на надморској висини од 65 м.